# Iran i olympiska sommarspelen 2020
Iran deltog i olympiska sommarspelen 2020 i Tokyo. Spelen var ursprungligen planerade att äga rum från den 24 juli till den 9 augusti 2020, men sköts upp till den 23 juli till den 8 augusti 2021 på grund av covid-19-pandemin. Det var 18:e sommar-OS som landet deltog vid. Sedan nationens återkomst 1948 efter att ha debuterat i olympiska sommarspelen 1900 har iranska idrottare deltagit i varje upplaga av spelen förutom i Moskva 1980 och Los Angeles 1984 som landet bojkottade av politiska skäl.
Iran deltog med 65 idrottare i 17 sporter vid de olympiska spelen. Nationen vann 7 medaljer, varav 3 guld, och hamnade på 27:e plats i medaljligan för dessa spel.

## Medaljörer
| Medalj | Namn                 | Sport         | Gren                         | Datum          |
| ------ | -------------------- | ------------- | ---------------------------- | -------------- |
| Guld   | Javad Foroughi       | Skytte        | 10 m luftpistol herrar       | 24 juli 2021   |
| Guld   | Mohammad Reza Geraei | Brottning     | Grekisk-romersk 67 kg herrar | 4 augusti 2021 |
| Guld   | Sajjad Ganjzadeh     | Karate        | 75 kg herrar                 | 7 augusti 2021 |
| Silver | Ali Davoudi          | Tyngdlyftning | 109 kg herrar                | 4 augusti 2021 |
| Silver | Hassan Yazdani       | Brottning     | Fristil 86 kg herrar         | 5 augusti 2021 |
| Brons  | Mohammad Hadi Saravi | Brottning     | Grekisk-romersk 97 kg herrar | 3 augusti 2021 |
| Brons  | Amir Hossein Zare    | Brottning     | Fristil 125 kg herrar        | 6 augusti 2021 |

## Tävlande

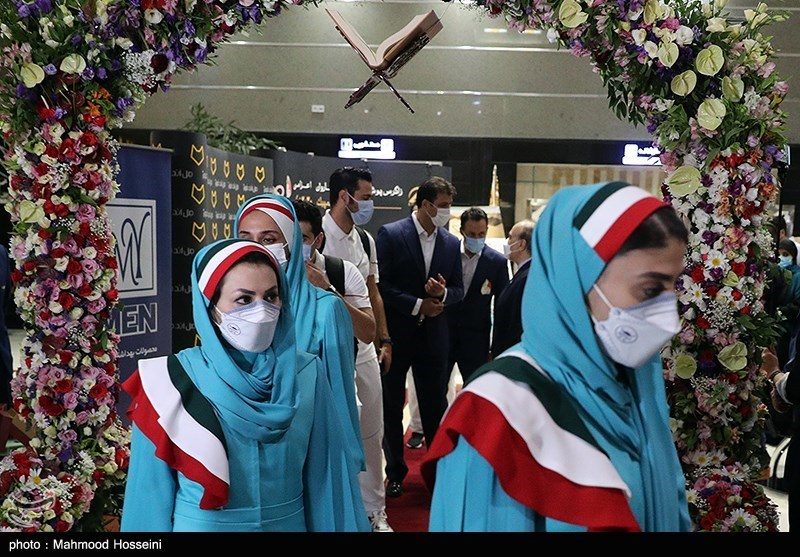
Den iranska olympiska delegationen på väg till Tokyo.

Lista på antalet tävlande i olika sporter.
| Sport         | Herrar | Damer | Totalt |
| ------------- | ------ | ----- | ------ |
| Badminton     | 1      | 0     | 1      |
| Basket        | 12     | 0     | 12     |
| Bordtennis    | 1      | 0     | 0      |
| Boxning       | 2      | 0     | 2      |
| Brottning     | 11     | 0     | 11     |
| Bågskytte     | 1      | 0     | 1      |
| Cykelsport    | 1      | 0     | 0      |
| Friidrott     | 2      | 1     | 3      |
| Fäktning      | 4      | 0     | 4      |
| Kanotsport    | 1      | 0     | 0      |
| Karate        | 1      | 2     | 3      |
| Rodd          | 0      | 1     | 1      |
| Simning       | 1      | 0     | 0      |
| Skytte        | 2      | 4     | 6      |
| Taekwondo     | 2      | 1     | 3      |
| Tyngdlyftning | 2      | 0     | 0      |
| Volleyboll    | 12     | 0     | 12     |
| Totalt        | 55     | 10    | 65     |

## Brottning
Iran kvalificerade elva brottare i följande klasser i den olympiska tävlingen. Fem av dem slutade bland de sex bästa vid världsmästerskapen 2019 för att boka olympiska platser i herrarnas fristil (57 och 86 kg) och herrarnas grekisk-romerska (60, 77 och 130 kg), medan ytterligare fem kvoter tilldelades de iranska brottarna, som avancerade till de två främsta finalerna i sina respektive viktklasser vid den asiatiska kvaltävlingen 2021 i Almaty i Kazakstan.
Den 19 februari 2020 tilldelade det internationella brottningsförbundet (UWW) ytterligare en kvotplats till Iran i herrarnas fristil 125 kg, efter dopningsöverträdelser av en syrisk och en uzbekisk brottare vid världsmästerskapen.
Anmärkningar:
- SP (rankingpoäng: 4–1 eller 1–4) – Avgjord genom teknisk överlägsenhet – den förlorande med tekniska poäng och en segermarginal på minst 8 (grekisk-romersk) eller 10 (fristil) poäng.

Fristil
| Idrottare            | Gren          | 16:dels                       | Kvartsfinal              | Semifinal                   | Återkval             | Final / BM             | Final / BM |
| Idrottare            | Gren          | Motståndare Resultat          | Motståndare Resultat     | Motståndare Resultat        | Motståndare Resultat | Motståndare Resultat   | Plac.      |
| -------------------- | ------------- | ----------------------------- | ------------------------ | --------------------------- | -------------------- | ---------------------- | ---------- |
| Reza Atri            | 57 kg herrar  | Atlı (TUR) V 3–1 PP           | Bekhbayar (MGL) V 3–1 PP | Uguev (ROC) F 1–3 PP        | Förbi                | Gilman (USA) F 1–3 PP  | 5          |
| Morteza Ghiasi       | 65 kg herrar  | Dakhlaoui (TUN) V 3–1 PP      | Punia (IND) F 0–5 VT     | Gick inte vidare            | Gick inte vidare     | Gick inte vidare       | 8          |
| Mostafa Hosseinkhani | 74 kg herrar  | Dake (USA) F 0–3 PO           | Gick inte vidare         | Gick inte vidare            | Gick inte vidare     | Gick inte vidare       | 15         |
| Hassan Yazdani       | 86 kg herrar  | Shapiev (UZB) V 3–1 PP        | Reichmuth (SUI) V 4–1 SP | Naifonov (ROC) V 3–1 PP     | Förbi                | Taylor (USA) F 1–3 PP  | 2          |
| Mohammad Mohammadian | 97 kg herrar  | Odikadze (GEO) F 1–3 PP       | Gick inte vidare         | Gick inte vidare            | Gick inte vidare     | Gick inte vidare       | 13         |
| Amir Hossein Zare    | 125 kg herrar | Khotsianivskyi (UKR) V 3–0 PO | Shala (KOS) V 4–1 SP     | Petriashvili (GEO) F 1–3 PP | Förbi                | Deng Zw (CHN) V 3–0 PO | 3          |

Grekisk-romersk
| Idrottare            | Gren          | 16:dels                   | Kvartsfinal                | Semifinal                 | Återkval                       | Final / BM                | Final / BM |
| Idrottare            | Gren          | Motståndare Resultat      | Motståndare Resultat       | Motståndare Resultat      | Motståndare Resultat           | Motståndare Resultat      | Plac.      |
| -------------------- | ------------- | ------------------------- | -------------------------- | ------------------------- | ------------------------------ | ------------------------- | ---------- |
| Alireza Nejati       | 60 kg herrar  | Melikyan (ARM) F 1–3 PP   | Gick inte vidare           | Gick inte vidare          | Gick inte vidare               | Gick inte vidare          | 10         |
| Mohammad Reza Geraei | 67 kg herrar  | Horta (COL) V 4–0 ST      | Stäbler (GER) V 3–1 PP     | Zoidze (GEO) V 3–1 PP     | Förbi                          | Nasibov (UKR) V 4–1 ST    | 1          |
| Mohammad Ali Geraei  | 77 kg herrar  | Peña (CUB) V 3–1 PP       | Starčević (CRO) V 3–1 PP   | Lőrincz (HUN) F 1–3 PP    | Förbi                          | Yabiku (JPN) F 1–4 SP     | 5          |
| Mohammad Hadi Saravi | 97 kg herrar  | Boudjemlin (ALG) V 4–0 ST | Kiril Milov (BUL) V 3–0 PO | Aleksanyan (ARM) F 1–3 PP | Förbi                          | Savolainen (FIN) V 3–1 PP | 3          |
| Amin Mirzazadeh      | 130 kg herrar | Kim M-s (KOR) V 3–0 PO    | López (CUB) F 0–4 ST       | Till återkval             | Alexuc-Ciurariu (ROU) V 3–1 PP | Kayaalp (TUR) F 1–3 PP    | 5          |

## Karate
Iran skickade tre karateka till den första olympiska spelen för karate. Sajjad Ganjzadeh (herrar +75 kg), Sara Bahmanyar (damer 55 kg) och Hamideh Abbasali (damer +61 kg) kvalificerade sig direkt för sina respektive kumitegrenar genom att sluta bland de fyra bästa karatekarna i de kombinerade WKF-olympiska rankningarna.
Kumite
| Idrottare        | Gren         | Gruppspel            | Gruppspel            | Gruppspel             | Gruppspel             | Gruppspel | Semifinal            | Final                  | Final            |                  |
| Idrottare        | Gren         | Motståndare Resultat | Motståndare Resultat | Motståndare Resultat  | Motståndare Resultat  | Plac.     | Motståndare Resultat | Motståndare Resultat   | Plac.            |                  |
| ---------------- | ------------ | -------------------- | -------------------- | --------------------- | --------------------- | --------- | -------------------- | ---------------------- | ---------------- | ---------------- |
| Sajjad Ganjzadeh | 75 kg herrar | Kvesić (CRO) V 3–1   | Hamedi (KSA) O 0–0   | Irr (USA) V 6–0       | Gaysinsky (CAN) V 2–1 | 1 Q       | Aktaş (TUR) V 2–2    | Hamedi (KSA) V 4–0 HAN | 1                |                  |
| Sara Bahmanyar   | 55 kg damer  | Özçelik (TUR) V 5–4  | Wen T-y (TPE) F 1–5  | Goranova (BUL) F 2–5  | –                     | 3         | Gick inte vidare     | Gick inte vidare       | Gick inte vidare | Gick inte vidare |
| Hamideh Abbasali | 61 kg damer  | Matoub (ALG) V 4–0   | Quirici (SUI) F 0–4  | Abdelaziz (EGY) V 9–7 | Gong L (CHN) F 4–8    | 4         | Gick inte vidare     | Gick inte vidare       | Gick inte vidare | Gick inte vidare |

## Skytte
Iranska skyttar uppnådde kvotplatser för följande grenar genom sina bästa placeringar vid 2018 ISSF världsmästerskap, 2019 ISSF världscupserie och asiatiska mästerskapen, så länge de uppnådde den minsta kvalificeringspoängen senast den 31 maj 2020.
| Idrottare                       | Gren                             | Kval  | Kval  | Semifinal        | Semifinal        | Final            | Final            |
| Idrottare                       | Gren                             | Poäng | Plac. | Poäng            | Plac.            | Poäng            | Plac.            |
| ------------------------------- | -------------------------------- | ----- | ----- | ---------------- | ---------------- | ---------------- | ---------------- |
| Javad Foroughi                  | 10 m luftpistol herrar           | 580   | 5 Q   | –                | –                | 244,8 OR         | 1                |
| Mahyar Sedaghat                 | 10 m luftgevär herrar            | 629,1 | 9     | –                | –                | Gick inte vidare | Gick inte vidare |
| Mahyar Sedaghat                 | 50 m gevär tre positioner herrar | 1168  | 20    | –                | –                | Gick inte vidare | Gick inte vidare |
| Fatemeh Karamzadeh              | 50 m gevär tre positioner damer  | 1163  | 22    | –                | –                | Gick inte vidare | Gick inte vidare |
| Fatemeh Karamzadeh              | 10 m luftgevär damer             | 624,9 | 23    | –                | –                | Gick inte vidare | Gick inte vidare |
| Najmeh Khedmati                 | 50 m gevär tre positioner damer  | 1165  | 18    | –                | –                | Gick inte vidare | Gick inte vidare |
| Hanieh Rostamian                | 10 m luftpistol damer            | 576   | 10    | –                | –                | Gick inte vidare | Gick inte vidare |
| Hanieh Rostamian                | 25 m pistol damer                | 577   | 28    | –                | –                | Gick inte vidare | Gick inte vidare |
| Armina Sadeghian                | 10 m luftgevär damer             | 622,6 | 30    | –                | –                | Gick inte vidare | Gick inte vidare |
| Mahyar Sedaghat Najmeh Khedmati | 10 m luftgevär mixedlag          | 624,9 | 15    | Gick inte vidare | Gick inte vidare | Gick inte vidare | Gick inte vidare |
| Javad Foroughi Hanieh Rostamian | 10 m luftpistol mixedlag         | 575   | 8 Q   | 382              | 5                | Gick inte vidare | Gick inte vidare |

## Tyngdlyftning
Iran skickade två tyngdlyftare till OS 2020. Rio 2016-olympiern och 2017 världsmästaren Ali Hashemi (herrarnas 109 kg) och den regerande asiatiska mästaren Ali Davoudi (herrarnas +109 kg) säkrade två kvotplatser genom att hamna bland de åtta bästa i sina respektive viktklasser baserat på IWF:s världsrankning.
| Idrottare   | Gren           | Ryck     | Ryck  | Stöt     | Stöt  | Totalt | Plac. |
| Idrottare   | Gren           | Resultat | Plac. | Resultat | Plac. | Totalt | Plac. |
| ----------- | -------------- | -------- | ----- | -------- | ----- | ------ | ----- |
| Ali Hashemi | –109 kg herrar | 184      | 5     | 228      | DNF   | 184    | DNF   |
| Ali Davoudi | +109 kg herrar | 200      | 2     | 241      | 2     | 441    | 2     |

## Voleyboll

### Herrarnas turnering inomhus
Irans herrlandslag i volleyboll kvalificerade sig till OS genom att vinna den asiatiska olympiska kvalturneringen i Jiangmen, Kina.
Sammanfattning
| Team        | Gren                | Gruppspel            | Gruppspel            | Gruppspel            | Gruppspel            | Gruppspel            | Gruppspel | Kvartsfinal          | Semifinal            | Final / BM           | Final / BM       |
| Team        | Gren                | Motståndare Resultat | Motståndare Resultat | Motståndare Resultat | Motståndare Resultat | Motståndare Resultat | Plac.     | Motståndare Resultat | Motståndare Resultat | Motståndare Resultat | Plac.            |
| ----------- | ------------------- | -------------------- | -------------------- | -------------------- | -------------------- | -------------------- | --------- | -------------------- | -------------------- | -------------------- | ---------------- |
| Iran herrar | Herrarnas turnering | Polen V 3–2          | Venezuela V 3–0      | Kanada F 0–3         | Italien F 1–3        | Japan F 2–3          | 5         | Gick inte vidare     | Gick inte vidare     | Gick inte vidare     | Gick inte vidare |

Lag
- Förbundskapten: Vladimir Alekno

- 2 Milad Ebadipour
- 4 Saeid Marouf (K)
- 6 Mohammad Mousavi
- 9 Masoud Gholami
- 10 Amir Ghafour
- 11 Saber Kazemi
- 12 Morteza Sharifi
- 15 Ali Asghar Mojarrad
- 17 Meisam Salehi
- 19 Mehdi Marandi
- 21 Arman Salehi
- 24 Javad Karimi

#### Gruppspel
| Pos. | Lag       | M | V | F | P  | VS | FS | Kvot  | VP  | FP  | Kvot  |
| ---- | --------- | - | - | - | -- | -- | -- | ----- | --- | --- | ----- |
| 1.   | Polen     | 5 | 4 | 1 | 13 | 14 | 4  | 3,500 | 435 | 365 | 1,191 |
| 2.   | Italien   | 5 | 4 | 1 | 11 | 12 | 7  | 1,714 | 447 | 411 | 1,087 |
| 3.   | Japan     | 5 | 3 | 2 | 8  | 10 | 9  | 1,111 | 437 | 433 | 1,009 |
| 4.   | Kanada    | 5 | 2 | 3 | 7  | 9  | 9  | 1,000 | 396 | 387 | 1,023 |
| 5.   | Iran      | 5 | 2 | 3 | 6  | 9  | 11 | 0,818 | 453 | 460 | 0,984 |
| 6.   | Venezuela | 5 | 0 | 5 | 0  | 1  | 15 | 0,066 | 281 | 393 | 0,715 |